# Solomon Bandaranaike
Solomon West Ridgeway Dias Bandaranaike (Colombo, 8 januari 1899 - 26 september 1959) was een Ceylonees politicus en Premier.
Solomon Bandaranaike kwam voort uit een aristocratische familie en was christelijk opgevoed. Na zijn studie aan de Universiteit van Oxford mengde hij zich als jong advocaat in de strijd voor een onafhankelijk Ceylon en ging over tot het boeddhisme. Vanaf 1936 was hij minister in verschillende regeringen. In 1951 vormde hij een links-georiënteerde volkspartij en ging in de oppositie. Op 12 april 1956 werd hij minister-president van een kabinet waarin ook communisten en trotskisten waren opgenomen.
Solomon Bandaranaike was de echtgenoot van Sirimavo Bandaranaike, later de eerste vrouwelijke premier van Ceylon.
Hij overleed aan de gevolgen van een op hem gepleegde moordaanslag van de Singalese boeddhistische priesterkaste door een monnik genaamd Talduwe Somarama, omdat hij het te veel voor de Tamils opnam, en werd als premier opgevolgd door zijn weduwe.